# Moon Pil Shim
 (juin 2014).
Moon Pil Shim, né le 20 avril 1958, à Daegu en Corée du Sud, est un peintre et sculpteur sud-coréen.
Diplômé de l’École des beaux-arts de l’université de Young-Nam (Corée du Sud), il vit et travaille dans l'Essonne.

## Biographie
Artiste coréen résidant en France, Moon Pil Shim expose régulièrement dans des espaces institutionnels et des galeries privées à Paris, en province et en Europe ainsi qu’en Corée. 
Sa démarche artistique est basée sur une alternance entre linéarité colorée et entremêlement de champs colorés ; elle fonctionne selon une rythmique, les parallélismes des tracés permettant des effets cinétiques qui transparaissent au travers de plexiglas transparents ou dans les œuvres les plus récentes de plexiglas translucides. Ces plages de couleurs (orange, rouge brun, vert et parfois noir ou rose) répandues de manière uniforme et lisse sont le plus souvent traversées d’une ou plusieurs lignes colorées (soit extrêmement fines, soit en étroites bandes), tracées au cutter dans la couleur puis à nouveau colorées mais différemment au rottring. Parfois, des accidents dans leur tracé sont volontairement conservés pour éviter une approche trop mécanique du dessin.
Ces lignes, espacées ou rapprochées, découpent et modulent les aplats, introduisant un rythme dans les relations de couleurs et d’espaces. À la stabilité des espaces colorés rectangulaires, elles ajoutent une perception dynamique, ouverte, suivant ces horizontales. Ce qui frappe d’emblée c’est l’oscillation entre d’une part la transparence, la netteté voire la linéarité introduites par le blanc, les aplats, les lignes colorées et le plexiglas (dématérialisation et immédiateté des couleurs) et d’autre part la présence laiteuse, atmosphérique du fond blanc (« duveteux comme une première neige » aurait dit Tanizaki) : profondeur imprécise, lointain mystérieux qui tirent la perception vers un espace en retrait.
Dans des œuvres plus récentes – et comme il l’a fait dans le cadre du 1 % du collège de Beaucaire, Moon-Pil Shim inscrit le jeu des lignes et des surfaces dans un matériau contemporain opaque (le Korian). Les pièces présentées pour cette exposition sont des structures murales dont les diverses faces développent des orientations à la fois différentes et harmonieuses que le regard ne peut embrasser d’un seul coup. Lignes et surfaces colorées, librement, soulignent ou contredisent ces orientations, introduisant une complexité plus grande encore dans notre perception de la « géométrie » de l’œuvre. Comme pour les œuvres antérieures, à tous les aspects saillants et immédiats de « l’objet », s’ajoute, par la distance et l’occultation, par le retrait, le creux ou le clos, un évidemment qui les traverse et leur permet d’œuvrer. Il n’y a d’accès que par détours. 
Aujourd'hui, Moon Pil Shim est représenté par la galerie Lahumière à Paris, la Gallery Art Park (Séoul) et à la Gallery Shilla (Daegu), la galerie Kandler à Toulouse, la galerie Bernard-Plas à Marseille, la galerie AL/MA à Montpellier et la galerie Simonccini à Luxembourg.

## Expositions (sélection)
- Expositions personnelles récentes
  - 2013
- Galerie Simoncini, Luxembourg 
  - 2012
- Galerie AL/MA, Montpellier ;
- Art Park, Séoul (avril - mai).
  - 2010
- Galerie Simoncini, Luxembourg;
- Galerie L’R du Cormoran, Pernes-les-Fontaines Galerie Kandler, Toulouse. 
  - 2009
- Galerie Lahumière, Paris;
- Galerie Athanor, Marseille;
- Centre d’art Dominique Lang, Dudelange, Luxembourg
  - 2008
- Galerie AL/MA, Montpellier;
- Art Park, Séoul. 
  - 2007
- Galerie Athanor, Marseille;
- Centre Design Marseille;
- Galerie Kandler, Toulouse.
  - 2006
- Galerie du Tableau - Diem Perdidi, Marseille
- Artothèque de Miramas - Médiathèque Intercommunale Ouest Provence, Miramas
- Galerie L’R du Cormoran, Pernes-les-Fontaines
- (Galerie Martagon, exposition Hors les murs )
  - 2005
- Gallery Shilla, Daegu;
- Vision future, Nice (duo, avec Edmond Vernassa) 
  - 2004
- Dot Galerie, Genève; Galerie Art 7, Nice.
  - 2003
- Galerie Dominique Lang, Dudelange, Luxembourg.
  - 2001
- Galerie Kiron, Paris.

- Expositions collectives
  - 2009
- « New Acquisitions 2008 », Seoul Museum of Art, Séoul;
- « L’art c’est bien, à deux  c’est mieux », La Banque populaire Atlantique, Nantes.
  - 2008
- « Marseille Artistes Associé 1977-2007 », MAC (musée d’art contemporain), Marseille
- Galerie Simoncini, Luxembourg;
- « Cherry Blossom », Galerie AL/MA, Montpellier
  - 2007
- Nouvelle Biennale UMAM, Galerie de la Marine, Nice;
- « Blanc » (par galerie Lahumière), Grand Théâtre, Angers
  - 2006
- Panorama des Acquisitions 2006, médiathèque intercommunale Ouest Provence, Miramas
- Par les nouvelles fenêtres, Délégation de la Corée auprès de l’OCDE, Paris;
- Galerie Lahumière, Paris
  - 2004
- Les Acquisitions du Ring 2004, Le Ring (Artothèque de Nantes), Nantes;
- Foires, art fair;
- Art Cologne 06, 07, 09 (Gallery Shilla, Galerie Lahumière), Cologne.
- Le Salon du Dessin Contemporain, Drawing Now 08,11 (Galerie Kandler, Galerie AL/MA), Paris ;
- Art on Paper 11 (Galerie AL/MA, Montpellier), Bruxelles;
- KIAF 05, 07, 08, 09, 11 (Gallery Shilla, Art Park, Galerie Kandler), Séoul;
- Art Karlsruhe 08, 09 (Galerie Kandler), Karlsruhe;
- Art Osaka 08 (Gallery Shilla), Osaka, Japon;
- Art Élysées 07, 08, 10 (Galerie Kandler), Paris;
- MercArt 04 (Dot Galerie), Lugano, Suisse;
- Art Jonction 99, 01 (Galerie Art 7), Nice;
- Séoul Art Fair 97, Chungdam Art 97 (Chosun Art Gallery), Séoul;

- Collections publiques, 1 % artistique
- Fonds municipal d'art contemporain de la Ville de Paris (2002);
- Ville de Dudelange, Luxembourg  (2003);
- Aéroports de Paris (1999, 2002) ;
- Le Ring (Artothèque de Nantes), (2004) ;
- Artothèque de Miramas (2006) ;
- Art Bank (National Museum of Contemporary Art Korea), Séoul (2007) ;
- 1 % artistique, école Saint-Vincent de Paul, Marseille (2008-2011) ;
- Hana Bank, Séoul (2008) ; Hansol Hospital, Séoul  (2008) ;
- Asan Medical Center, Séoul  (2008) ;
- Museum of Korean Folk Village, Yongin  (2008) ;
- Séoul Museum of Art, Séoul (2008) ;
- Centre d’art Dominique Lang, Dudelange, Luxembourg (2009) ;
- 1 % artistique, centre culturel l’Odyssée, Dol-de-Bretagne (2009) ;
- 1 % artistique, collège Eugène-Vigne, Beaucaire (2010-2011) ;
- 1 % artistique, lycée Jules-Lecesne, Le Havre (2010-2011) ;
- Installation lumineuse permanente sur des cheminées d’usines du Nord à l'écomusée de l’Avesnois (2011), à Fourmies et à la Teinturerie du Pile (Roubaix) (réalisation prévue en 2012)